# Berningerus gorillus
Berningerus gorillus là một loài bọ cánh cứng trong họ Cerambycidae.